# ثيودوروس الثاني (بطريرك الإسكندرية)
تيودوروس الثاني (باليونانية: Πάπας και Πατριάρχης Αλεξανδρείας και πάσης Αφρικής Θεόδωρος)‏ وولد باسم نيكولاوس هوريفتاكيس (باليونانية: Νικόλαος Χορευτάκης)‏ ولد في يوم 25 نوفمبر 1954 في خانيا في كريت في اليونان، هو البطريرك الحالي لبطريركية الإسكندرية وسائر أفريقيا للروم الأرثوذكس، تم تعيينه في سنة 2004 خلفاً للبطريرك بطرس السابع.